# Lycimna polymesata
Lycimna polymesata är en fjärilsart som beskrevs av Walker 1860. Lycimna polymesata ingår i släktet Lycimna och familjen nattflyn. Inga underarter finns listade i Catalogue of Life.